# Castello di Fischhorn
Il castello di Fischhorn (in tedesco Schloss Fischhorn) si trova nella parte occidentale del comune austriaco di Bruck an der Großglocknerstraße nel Distretto di Zell am See appartenente al Land Salisburghese e la sua storia comincia all'inizio del XIII secolo.

## Storia

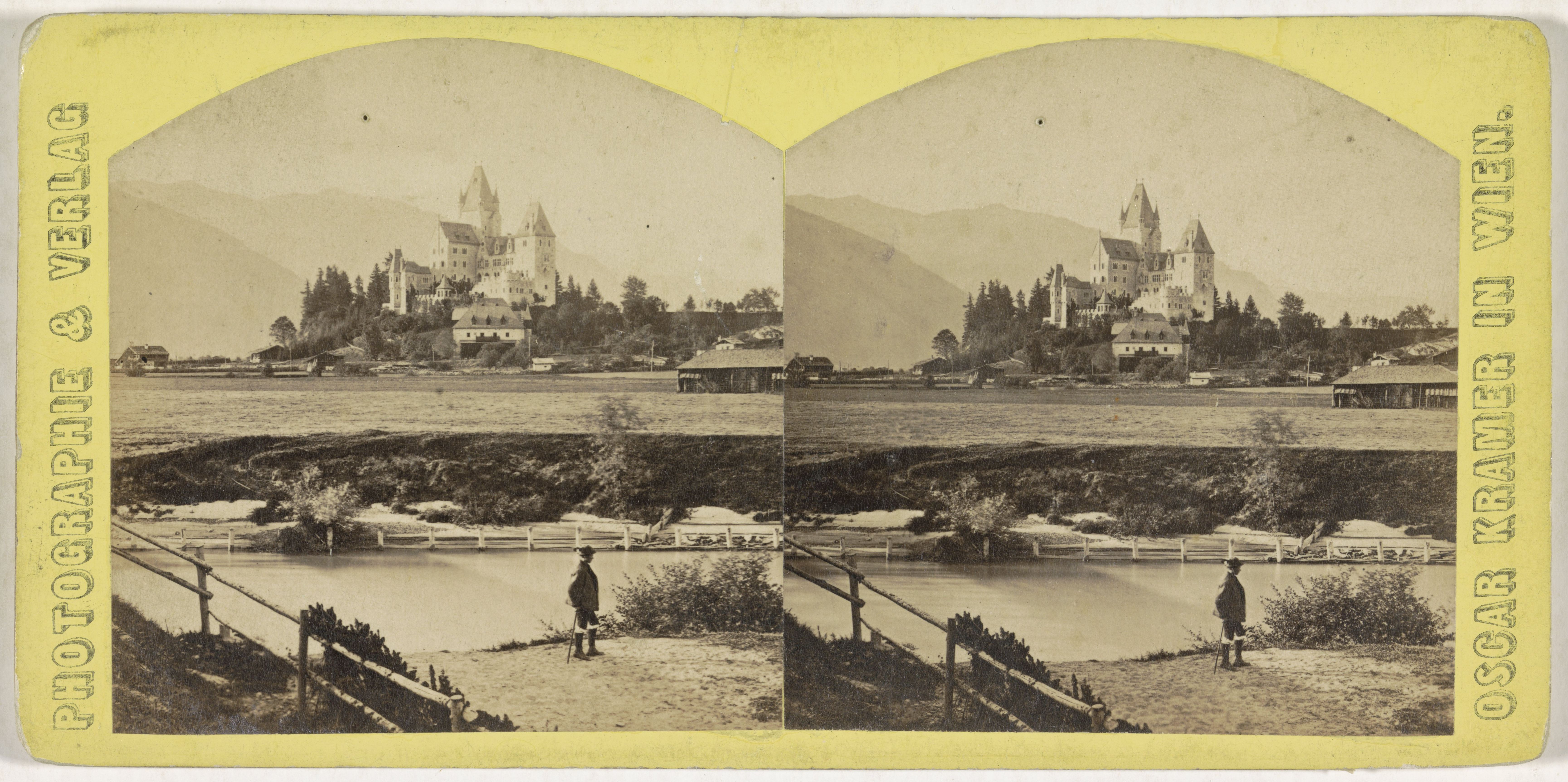
Castello di Fischhorn in un'immagine per visore stereoscopico della fine del XIX secolo

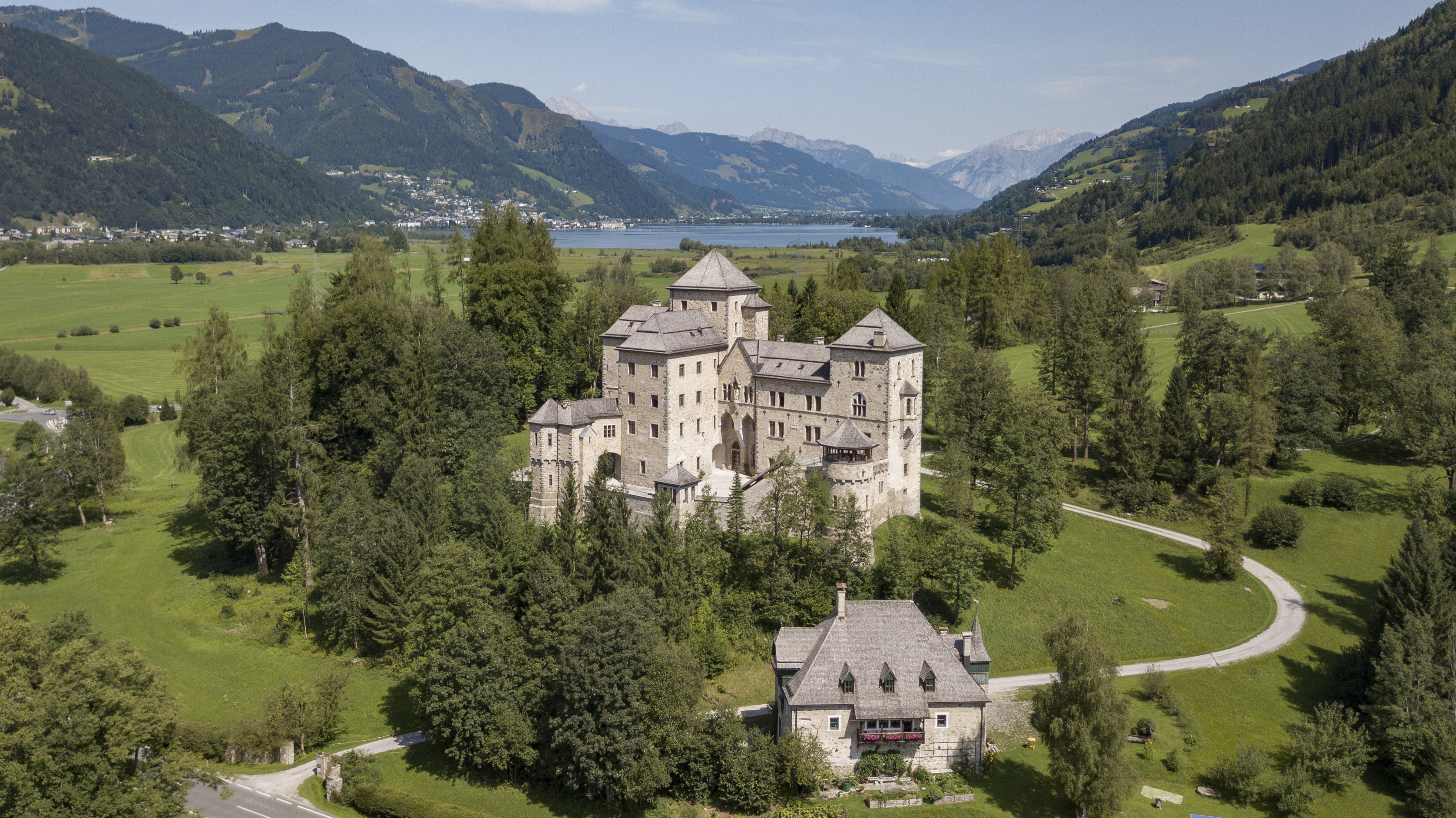
Complesso del castello di Fischhorn

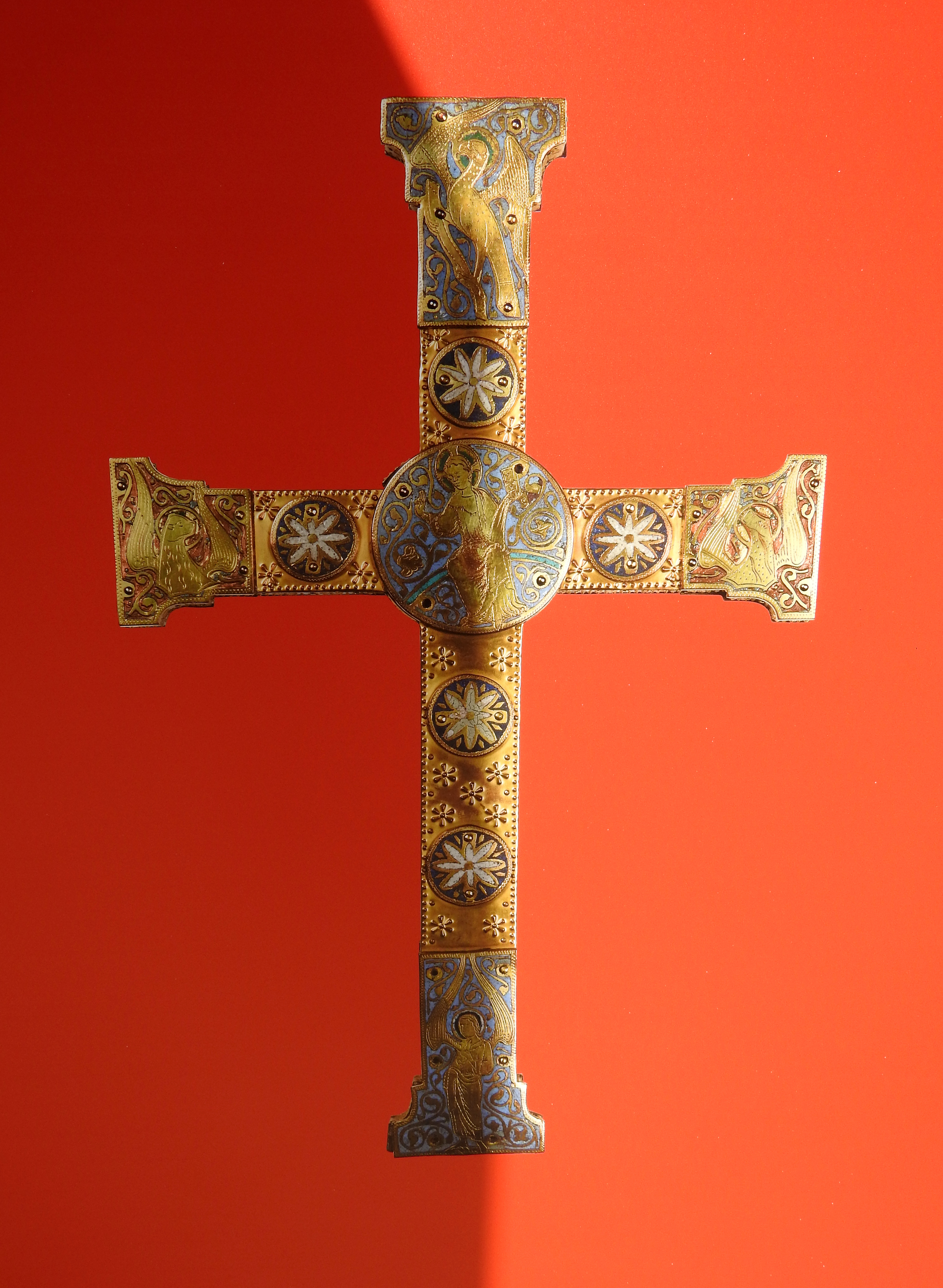
Croce processionale di Limoges della fine del XII secolo che nel 1941 fu rubata dai nazionalsocialisti ai proprietari aristocratici polacchi e portata nel castello nel 1944 dal comandante delle SS Fegelein insieme a numerosi altri tesori culturali polacchi. Nel 1945 fu nuovamente rubato da uno sconosciuto e nel 2004 venne rinvenuta da una donna in un cassonetto per rifiuti quindi restituita ai proprietari originari. La foto della croce viene dal catalogo della mostra Tesori culturali polacchi nel castello di Fischhorn - una storia incompiuta dell'ottobre 2015

Si ritiene che un tempo il castello appartenesse ai Goldegger che lo fecero costruire intorno al 1200 e ad un certo punto risultò ufficialmente appartenere alla diocesi bavarese di Chiemsee. Il vescovo Heinrich ci ha lasciato documenti che lo citano per la prima volta nel 1273. Il castello di Fischhorn appartenne ai vescovi di Chiemsee fino alla secolarizzazione dopo il periodo napoleonico, ne 1803, e sino a quel momento fu il centro dei possedimenti Chiemsee nel Pinzgau e servì anche ai vescovi come residenza estiva. Venne normalmente amministrato da custodi vescovili. Una cappella del castello viene citata per la prima volta nel 1515. Durante la nota guerra dei contadini del 1526 il castello fu saccheggiato e distrutto dagli insorti e in seguito i capi dei rivoltosi, sedata l'insurrezione, furono messi a morte. I contadini vennero condannati a pagare 1000 fiorini a titolo di risarcimento ma la ricostruzione fu inizialmente molto lenta e senza la necessaria attenzione tanto che nel 1602 l'edificio era già di nuovo fatiscente. Nel 1675 il vescovo e conte Johann Franz Preysing fece trasformare il castello in un palazzo residenziale e lo fece arredare per tale scopo. Dopo la secolarizzazione, tra gli anni dal 1808 al 1810, il castello rimase vuoto poi, dal 1811 al 1816 divenne sede dell'ufficio fiscale reale bavarese e poi fino al 1846 sede dell'ufficio forestale. Successivamente, l'edificio rimase nuovamente disabitato e il suo abbandono ne provocò un nuovo degrado. Nel corso di un'asta che si tenne nel 1859 venne acquistato dal direttore delle poste Anton Embacher von Taxenbach. Tre anni dopo la principessa Sophie Löwenstein e suo fratello, il principe Johann II del Liechtenstein, acquistarono l'edificio che non era ancora stato restaurato. Così il castello venne ristrutturato in stile neogotico dal capomastro viennese Friedrich von Schmidt che vi investì molto del suo capitale mentre il direttore dei lavori fu l'architetto di Salisburgo Josef Wessicken, che ne progettò molti dettagli. Gli interventi strutturali modificarono l'edificio in modo notevole diverso rispetto a prima. Tra il 1877 e il 1878 l'architetto Wessicken fece costruire anche il fabbricato agricolo ai piedi del castello. Nel 1920 un grande incendio lo distrusse parzialmente danneggiando il caratteristico tetto e la sua parte orientale. L'allora nuovo proprietario, il commerciante di Brema Heinrich Gildemeister, fece ricostruire le capriate del tetto in una forma semplificata rendendo la copertura così più simile alla forma che aveva prima del 1863, e questo è confermato da vecchie vedute del maniero della prima metà del XIX secolo. Tra il 1938 e il 1945 ospitò un sottocampo del campo di concentramento di Dachau. Nel maggio del 1945 vi fu catturato dalle truppe statunitensi Hermann Göring. All'inizio del XXI secolo sono iniziati ampi adattamenti per creare unità abitative per i discendenti della famiglia Gildemeister e anche lo scalone neogotico è stato restaurato.

## Descrizione
Il grande castello è circondato da un vasto parco e si trova in posizione dominante su uno sperone di roccia scavato artificialmente, appena sopra la valle del Salzach e la conca di Zeller nella parte occidentale del comune austriaco di Bruck an der Großglocknerstraße nel Distretto di Zell am See appartenente al Land Salisburghese. A ovest, est e sud del mastio quadrato si trovano ali di edifici collegate tra loro da un muro ad anello e dall'edificio del cancello mentre non c'è alcun muro sul lato nord poiché in quel tratto il terreno scende ripidamente. Solo il mastio e la seconda torre leggermente più bassa mantengono tracce della prima costruzione del XIII secolo e il materiale usato nella costruzione indica che si tratta della parte più antica del complesso. Sul lato sud dell'ala est si conserva l'iscrizione su uno stemma che si riferisce all'ampliamento del castello da parte del vescovo e conte Johann Franz Preysing nel 1675. Durante la conversione neogotica della seconda metà del XIX secolo, l'intera area del piano terra fu ristrutturata e le torri furono aumentate di un piano mentre il tratto tra le torri fu allargato a nord. Si conservano parti neogotiche nella portineria, nell'attiguo muro merlato con la garitta, nella torre sul lato sud-est del cortile e nelle bifore ad arco ogivale. Sopra il portale a volta erano incastonati due stemmi delle famiglie Löwenstein e Liechtenstein. La cappella gentilizia si trova al secondo piano della torre est e il bovindo della cappella è nuovo. Sporge nettamente dalla parete est. La volta di colmo dell'interno poggia su una colonna una struttura recente. Dopo il 1920 il mastio fu tagliato di un piano e il suo interno è stato trasformato in una grande scala. Nei salotti sono stati conservati diversi soffitti e particolari in legno degli anni dal 1862 al 1867. In una stanza nella torre sud-est ci sono dipinti murali di Rudolf Alexander Schröder risalenti al 1924. L'avancorpo centrale dell'edificio di collegamento presenta un timpano a sesto acuto.

### Bene architettonico tutelato
Il castello di Fischhorn in Austria è un bene sottoposto a tutela artistica col numero 12903.